# Piotr Hernik
Piotr Hernik (ur. 31 marca 1993) – polski siatkarz, grający na pozycji atakującego. 